# 군주제
군주제(君主制) 또는 왕제(王制)는 국가원수의 지위나 국가 주권의 상징을 군주에게 두는 정부 형태이다. 고대 사회부터 존재한 전통적인 정부 형태로서 봉건제 말기의 전제군주제가 그 전형이었으나 현대에는 19세기 이후에 그 권력을 제한한 입헌군주제로 이행한 경우가 많다.
군주제에서는 ‘국왕’이나 ‘황제’ 또는 그밖에 군주에 해당하는 직위(예를 들면 술탄, 칸, 파라오 등)를 가지는 사람이 국가 원수가 된다. 왕실 내에서 왕위 계승률에 따라 세습하는 경우가 많으나, 군주를 선거로 뽑는 경우도 있다. 입헌 군주제와 절대 군주제로 나뉘는데, 입헌 군주제도 직접 투표에 의해 선출된 의회가 국정을 맡고, 군주는 상징에 머무르는 영국형과, 의회와 헌법은 있으나 군주의 권한이 강력한 프로이센형으로 나뉜다.
왕, 공작, 후작, 백작, 자작, 남작은 모두 황제가 아닌 국가의 원수를 말한다. 왕과 다른 영주와의 차이는 왕은 왕국에 공작, 후작, 백작, 자작, 남작의 작위를 줄 수 있으나 다른 영주들은 이러한 작위를 신하에게 줄 수 없다. 즉 상대적으로 왕국은 독립 국가이며, 공, 후, 백, 자, 남작은 예속되어 있다고 볼 수 있다.
이슬람권에서는 이슬람 전체의 군주는 원래 칼리프였다. 칼리프는 무함마드의 후계자로 전체 이슬람 세계의 군주이다. 칼리프 중에서 무함마드의 혈통만을 인정하는 시아파와 무함마드의 혈통이 아닌 칼리프도 인정하는 수니파가 있다. 술탄은 칼리프 제하에서 속령이나 제후국의 총독을 겸한 왕이었다. 왕이라고는 하나, 총독과 왕의 중간 성격이었다고 할 수 있다. 즉 칼리프가 언제든지 해임할 수 있는 왕이었기 때문이다. 물론 칼리프가 사라진 후에는 왕이라고도 할 수 있다.
제1차 세계대전, 제2차 세계대전에서 독일·러시아·오스트리아·이탈리아 등 여러 유럽 국가에서 공화제가 들어서며 현재는 몇몇 국가에서만 명맥을 유지하고 있다.

## 군주국
|  |

총 29개국 (2019년 기준)
| - 유럽 (12개국) - 네덜란드 - 노르웨이 - 덴마크 - 룩셈부르크 - 리히텐슈타인 - 모나코 - 바티칸 시국 - 벨기에 - 스웨덴 - 안도라 (프랑스, 스페인 공동 통치) - 스페인 - 영국 (영연방 국가 포함) | - 아시아 (13개국) - 말레이시아 - 바레인 - 부탄 - 브루나이 - 사우디아라비아 - 아랍에미리트 - 오만 - 요르단 - 일본 - 카타르 - 캄보디아 - 쿠웨이트 - 태국 | - 아프리카 (3개국) - 레소토 - 모로코 - 에스와티니 - 오세아니아 (1개국) - 통가 |

## 특기 사항
- 다음 14개국은 영연방 입헌군주제를 채택하여, 영국의 국왕을 국가원수로 하고 있다.
  -  그레나다
  -  뉴질랜드
  -  바하마
  -  벨리즈
  -  세인트루시아
  -  세인트빈센트 그레나딘
  -  세인트키츠 네비스
  -  솔로몬 제도
  -  앤티가 바부다
  -  오스트레일리아
  -  자메이카
  -  캐나다
  -  투발루
  -  파푸아뉴기니

## 같이 보기
- 공화제
- 폐지된 군주제
- 왕위 계승 방식
- 제정